# 印尼潘鰍
印尼潘鰍為輻鰭魚綱鯉形目鰍科的其中一種，為熱帶淡水魚，分布於亞洲印尼淡水流域，體長可達6.1公分，棲息在有流動的溪流，生活習性不明。

## 扩展阅读
維基物種上的相關：印尼潘鰍